# Мацунаґа Тасе
Тасе Мацунаґа (яп. 松永塔塞; 11 травня 1884, Кійосато, префектура Ніїґата, Японія — 18 листопада 1998, Токіо, Японія) — японська супердовгожителька. З 31 липня 1998 року до своїй смерті, вона була найстарішою, нині живою людиною в Японії. Також на момент своєї смерті Мацунаґа була другою найстарішою, нині живою людиною в світі (після Сари Кнаус). Померла у віці 114 років, 191 день.

## Життєпис
Тасе Мацунаґа народилася 11 травня 1884 року в селі Кійосато, префектура Ніїґата, Японія. Незабаром після народження Тасе, її сім'я переїхала у Токіо. У 1983 році Мацунаґа переїхала з Токіо, де жила зі своєю донькою, у місто Муцум'єн. Тасе майже усе життя займалася фермерством. Аж до 112 років вона ще могла працювати в саду, проте пізніше Мацунаґа майже не вставала з ліжка.
Після смерті Аси Такії 31 липня 1998 року Тасе Мацунаґа стала найстарішою нині живою людиною в Японії.
Тасе Мацунаґа померла 18 листопада 1998 року у віці 114 років і 191 день від серцевої недостатності. На момент її смерті вона була другою найстаршою людиною у світі після Сари Кнаус.